# Karrikina

Estructura química de las karrikinas

Las Karrikinas son un grupo de reguladores de crecimiento de la butenolida que se encuentra en el humo de la quema de material vegetal. Durante muchos años los científicos han sabido que el humo de los incendios forestales tenía la capacidad de estimular la germinación de las semillas. En 2004, después de estudiar los miles de compuestos químicos que se encuentran en el humo, se descubrió que una serie de butenolides eran responsables de este efecto. Las karrikinas se unen a la proteína del receptor KAI2 de semillas para estimular la germinación. La relación de respuesta a las semillas de los karrikinas se teoriza que puede ser una adaptación evolutiva en respuesta a los incendios forestales.  Actualmente, hay cuatro karrikinas conocidas que se designan KAR1, KAR2, KAR3,and KAR4.

## Origen
Aunque es claro que las karrikinas se encuentran en el humo de la quema de material vegetal, hay teorías que compiten acerca de cómo se forman. Una hipótesis es que se forman por reacciones de Maillard entre los hidratos de carbono y aminoácidos. Otro sugiere que se derivan de la celulosa.